# Adeba Konan
Adeba Konan est un artiste ivoirien de genre tradi-moderne, originaire de Kokumbo, reconnu pour sa musique tradi-moderne qui mêle traditions baoulé et influences contemporaines. Il est reconnu pour son style alliant tradition baoulé et modernité, et il est fréquemment surnommé « l’artiste-femme » en raison de ses performances où il adopte des tenues et des attitudes féminines, ce qui suscite une forte admiration.

## Biographie
Adeba Konan est originaire de Kokumbo, une localité située au centre de la Côte d’Ivoire, dans le département de Toumodi, au sein de la région des Lacs. Il est un artiste de musique tradi-moderne, chantant en langue baoulé, actif sur la scène musicale depuis plus de quinze ans contemporaines. Il s’est imposé comme une figure majeure de ce genre musical en Côte d’Ivoire, avec plusieurs albums et singles à succès à son actif.

## Carrière artistique
Adeba Konan commence sa carrière en 2006, mais son premier album, intitulé Mi woun Dê et composé de six titres, est sorti en 2008.

## Engagement social
Adeba Konan a dénoncé les méfaits de la drogue à travers son titre « Kadhafi », qui a rencontré un écho favorable sur les réseaux sociaux et a donné lieu à un concert portant le même nom.

## Vie privée
Adeba Konan est marié et père de cinq enfants.

## Discographie

### Albums
- 2008 : Behouman[5]
- 2012 : Moahé blê[5]
- 2020 : Lella[5]